# ドルニエ Do P
ドルニエ Do P
ドルニエ Do P
- 用途：重爆撃機
- 製造者：ドルニエ
- 初飛行：1930年3月31日

ドルニエ Do P（Dornier Do P）は、1930年代にドイツのドルニエ社で製造された4発爆撃機である。本機はヴェルサイユ条約に反したドイツ再軍備の一環として製造された。

## 設計と開発
Do Pの製作は1929年7月に始まり、1930年3月31日に初飛行を行った。本機の試験はリペツクのような場所で行われた。構造は主に金属製の単葉機であったが、一部は羽布張りで、エンジンは出力530 hpのジーメンス ジュピター VI 星型エンジンを4基使用していた。搭乗員は6名で構成されていた。本機は後にドルニエ Do 11へと発展した。

## 要目
- 乗員： 6名
- 全長：23.4 m (76 ft 9 in)
- 全幅：30 m (98 ft 5 in)
- 全高：6.91 m (22 ft 8 in)
- 翼面積：152.6 m2 (1,643 sq ft)
- 空虚重量：3,630 kg (8,003 lb)
- 最大離陸重量：12,000 kg (26,455 lb)
- エンジン：4 × ジーメンス ジュピター VI 星型エンジン、400 kW (530 hp)
- 最大速度：210 km/h (130 mph; 110 kn)
- 巡航高度：3,500 m (11,483 ft)